# 龙场镇 (织金县)
龙场镇，是中华人民共和国贵州省毕节市织金县下辖的一个乡镇级行政单位。

## 行政区划
龙场镇下辖以下地区：
腾龙社区、太平村、六花村、青山村、高山村、双山村、新龙村、营仓村、金家坝村、新华村、美满村、幸福村、中心村、新民村、民族村、偏坡村、阳光村、以支村、平寨村、箐口村和大寨村。

## 中国传统村落
2013年8月，阳光村营上古寨被评为第二批中国传统村落。